# Vemalwāda
Vemalwāda är en ort i Indien.   Den ligger i distriktet Karīmnagar och delstaten Telangana, i den centrala delen av landet, 1 100 km söder om huvudstaden New Delhi. Vemalwāda ligger 338 meter över havet och antalet invånare är 22 920.
Terrängen runt Vemalwāda är platt. Runt Vemalwāda är det tätbefolkat, med 266 invånare per kvadratkilometer. Närmaste större samhälle är Sirsilla, 10,5 km sydväst om Vemalwāda. Omgivningarna runt Vemalwāda är en mosaik av jordbruksmark och naturlig växtlighet.